# Jak
För andra betydelser, se Jak (olika betydelser).
Jak eller grymtoxe (Bos mutus och Bos grunniens) är ett långhårigt oxdjur som förekommer i områden kring Himalaya, och på den Tibetanska högplatån så långt norrut som Mongoliet och Ryssland. Flertalet tillhör den domesticerade formen Bos grunniens, men det finns också en liten sårbar vild population Bos mutus.

## Systematik
Jaken tillhör släktet Bos och är besläktad med vilda och domesticerade nötkreatur. Studier av jakens DNA för att bestämma dess evolutionära historia har ännu inte gett några tydliga svar.
Jaken kan ha utvecklats ur nötkreatur någon gång för mellan en och fem miljoner år sedan, och det finns indikationer på att den är mer närbesläktad med bison än med någon annan art inom släktet Bos. Morfologiskt liknande och därmed förmodat närbesläktade fossil av jak, som Bos baikalensis, har återfunnits i östra Ryssland, vilket utgör en möjlig koppling till en jakliknande anfader till den moderna amerikanska bisonoxen.
Arten beskrevs första gången taxonomiskt 1766 under det vetenskapliga namnet Bos grunniens ("grymtande oxe") av Carl von Linné men han utgick då ifrån den domesticerade formen varför det vetenskapliga namnet Bos mutus ("stum oxe") som Przewalski myntade 1883, vanligtvis används för den vilda formen, och 2003 beslutade International Commission on Zoological Nomenclature (ICZN) att så ska vara fallet. Trots detta väljer vissa auktoriteter att beskriva den vilda populationen som underarten Bos grunniens mutus.
Förutom i de fall där den vilda formen behandlas som underart, så delas inte jaken upp i några underarter.

## Utseende och anatomi
Den vilda jaken av hankön blir upp till 3,8 meter lång med upp till 2 meter i mankhöjd. Hannens vikt ligger vanligen mellan 535 och 820 kg. Hos domesticerade exemplar kan vikten uppgå till 1 000 kg. Honor är med en mankhöjd av 1,37 till 1,56 meter samt med en vikt av 306 till 338 kg betydligt mindre. Arten har kraftiga böjda och spetsiga horn, korta grova ben och stora klövar. Benen skyddas nertill av den långhåriga pälsen.
Hornen har en grå till svart färg och pälsen är likaså svartaktig. Honornas horn är inte lika långa och tunga som hannarnas horn. De långa håren som täcker svansen bildar en cirka en meter lång tofs.
Jaken klarar den höga höjden där den lever genom extra stor lungkapacitet och större hjärta samt högt antal blodkroppar vilket resulterar i högre kapacitet att transportera syre i blodet, än liknande djur som lever på lägre höjd. Tack vare våmmen som håller en konstant temperatur av +40 °C genom en jäsningsprocess, ett tjockt lager underhudsfett och en mycket väl isolerande fin ull under den yttre hårbeklädnaden, kan jaken klara mycket låga temperaturer. Jaken påminner till levnadssätt, uppbyggnad och förmågan att klara sträng kyla om myskoxen som också tillhör familjen slidhornsdjur.

## Ekologi
Jaken i vilt tillstånd lever på Centralasiens trädlösa högplatåer på mellan 4 000 och 6 100 m ö.h.. Trädens dvärgformer och buskar kan däremot förekomma. Korna och ungdjuren strövar omkring i hjordar om 10 till 30 djur, även om hjordar på flera hundra djur har observerats. De vuxna tjurarna lever ofta ensamma men de kan även ingå i hjorden eller de bildar ungkarlsflockar med 2 till 5 medlemmar. Grupper med hannar föredrar lägre områden och mer lättillgängliga regioner. Korna blir könsmogna vid omkring 3-4 års ålder men är inte helt fullvuxna förrän vid 8 års ålder.
Djuret letar främst på morgonen och på eftermiddagen efter föda. Under andra tider på dagen kan jaken vandra långa sträckor. Vandringarna utförs för att nå nya födokällor samt för att nå kyligare trakter under sommaren på grund av artens känslighet för varmt väder. Under dessa tider uppsöks ibland vattendrag och sjöar där arten kan svalka sig. Under snöstormar och kalla dagar med temperaturer till -40 °C har jaken mindre problem.
Arten äter främst gräs och örter samt lite mineralrik jord. Parningen äger rum i september och kalven föds under april-juni efter 260 dagars dräktighet. Kalvarna slutar dia innan 1-årsåldern men korna blir inte dräktiga på nytt förrän året därpå.
Vilda jakar kan uppnå en ålder av upp till 25 år.

## Jaken och människan

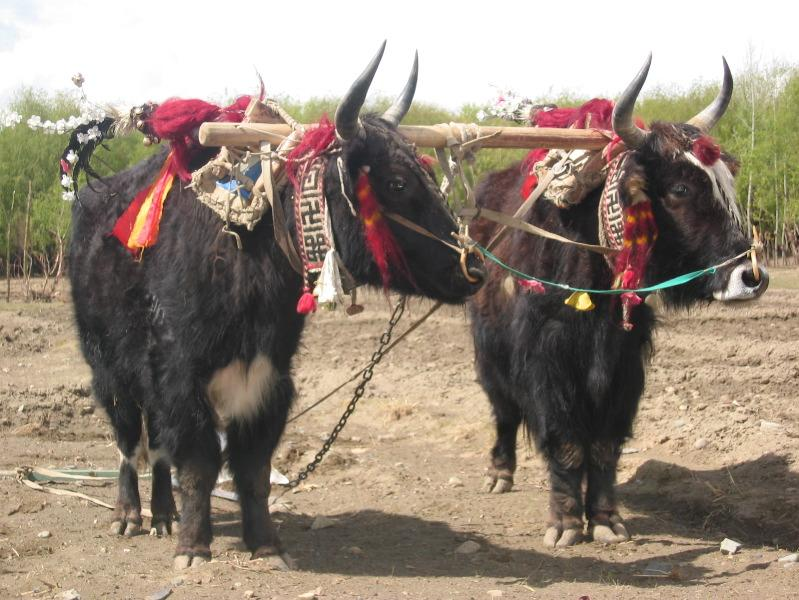
Jakar i Tibet används ofta inom jordbruket för speciellt plöjning och dekoreras efter den familj som äger dem.

### Som nyttodjur
Den domesticerade jaken hålls som boskap för mjölk och kött. Mjölken förädlas ofta till smör eller jäses till olika former av yoghurt. De används också som drag- och packdjur för transporter genom bergen, inte bara av lokalbefolkningen utan även för moderna bergbestigningsexpeditioner på hög höjd.
Torkad jakspillning används ibland som bränsle.

### Namn
Jak är egentligen benämningen på enbart tjuren (kallas även boa), medan kon kallas dri. I Tibet kallas den vilda jaken för drong. Packdjuren är ofta en korsning mellan jak och vanlig nötkreatur, i Tibet kallade dzopkyo, eller kortare "dzo". I Mongoliet kallas hybriden khainag (хайнаг).